# Tetragraf
Tetragraf (del grec: τετρα-, tetra-, 'quatre' i γράφω, gráphō, 'escric') és una combinació de quatre lletres, utilitzades per representar un so (fonema), o una combinació de sons, que no necessàriament equivalen a alguns sons de les lletres. Per exemple, en alemany el tetragraf tsch representa el so /t͡ʃ/. L'anglès no té tetragrafs (tot i així es pot parlar del tetragraf -ough en el mot through «mitjançant»), però la combinació chth é un tetragraf en mots de procedència grega, com ara chthonian.